# 曾忭
曾忭（？—？），字汝誠，號前川，江西吉安府泰和縣人，軍籍，明朝進士、官員。

## 生平
曾赴浙江從王陽明受學。嘉靖元年（1522年）壬午科江西鄉試舉人，嘉靖五年（1526年）丙戌科第三甲第八十二名進士，授光澤縣知縣，調任婺源縣知縣，辟紫陽書院，修韋齋祠。十年三月選授吏科給事中，五月與禮部主事王慎中主考廣東鄉試，十二年七月升吏科右給事中，同年八月升兵科都給事中，十四年十月因推舉吏部尚書，觸怒明世宗，六科十三道掌印官俱被褫職為民。卒于隆慶年間。

## 家族
長兄曾怡，字民悦，別號強菴。